# Gurania annulata
Gurania annulata là một loài thực vật có hoa trong họ Cucurbitaceae. Loài này được Rusby mô tả khoa học đầu tiên năm 1927.